# Georg Friedrich Hoffmann (Mediziner, 1764)

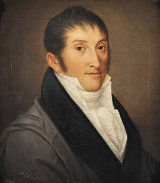
Georg Friedrich Hoffmann (1764–1848)

Georg Friedrich Hoffmann (getauft 5. Februar 1764 in Frankfurt am Main; † 6. Dezember 1848 ebenda) war ein deutscher Mediziner und Fachbuchautor.

## Leben
Georg Friedrich Hoffmann war der Sohn des Scharfrichters Johann Anton Hoffmann (1719–1783) und dessen Ehefrau Johanna Margaretha Barbara Lindemeyer (1721–1817) und wuchs zusammen mit seinen Brüdern auf. Johann Michael (1741–1799) war Arzt, Schriftsteller und Dramatiker. Johann Heinrich (1748–1786) war entsprechend der Familientradition Scharfrichter. 1772 vollstreckte er das Urteil gegen Susanna Margaretha Brandt. Georg Friedrich war verheiratet mit Maria Margaretha Sauerwein (1787–1850). Aus der Ehe stammt der Sohn Georg Friedrich (1806–?).
Er absolvierte ein Medizinstudium, praktizierte von 1787 an in seinem Heimatort als Arzt und hat sich um die Errichtung des Frankfurter Hauptfriedhofs in den 1820er-Jahren besonders verdient gemacht. Das Verfassen medizinischer Fachliteratur war sein Hauptbetätigungsfeld. So war er 1789 Mit-Herausgeber der „Frankfurter Medicinischen Annalen“, 1790 „Frankfurter Medicinisches Wochenblatt“, 1794 des „Medicinischer Rathgeber für Ärzte“ und 1798 des „Medicinisches Repertorium über Gegenstände aus allen Fächern der Arzneiwissenschaft“.
Hoffmann betätigte sich auch politisch und war in den Jahren von 1820 bis 1825 Mitglied der Gesetzgebenden Versammlung der Freien Stadt Frankfurt.

## Werke
- 1789: „Wie können Frauenzimmer frohe Mütter gesunder Kinder werden, und selbst dabei gesund und schön bleiben?“, Verlag Jäger Frankfurt a. Main, Leipzig
- 1793: „Etwas zur Beherzigung für Menschen, denen ihre Gesundheit lieb ist. Für Leser aus allen Ständen, die Ärzte ausgenommen“
- 1819: „Einige Bemerkungen über den Scheintod und die Gefahr einer zu frühen Beerdigung : bei Gelegenheit des erneuerten Antrags eines Mitglieds des gesetzgebenden Körpers wegen Errichtung eines Toden- oder Leichenhauses allhirr“
- 1820: „Über Kirchhöfe, Begräbnisplätze und deren zweckmäßige Anlage in Beziehung auf das öffentliche Gesundheitswohl“
- 1821: „Mein letztes Wort über die Verlegung des Kirchhofs und seine neuesten Fürsprecher“, Verlag Heller & Rohm Frankfurt/Main